# Narcissläktet
Narcissläktet eller Narcisser (Narcissus) är ett växtsläkte i familjen amaryllisväxter med ca 100 arter. De finns i Europa, östra Medelhavsområdet, Iran och Nordafrika.
Narcissläktets arter är fleråriga lökväxter med ett till flera blad per lök. Bladen är alla basala, upprätta till utbredda, nästan cylindriska till breda och remlika. Blomstängeln saknar egentliga blad, men blomknopparna skyddas av ett hinnlikt hölsterblad. Blommorna sitter ensamma eller upp till 20 stycken per stängel. Blommorna har en blompip och sex stycken kalkblad. Oftast finns en välutvecklad bikrona som är helt fri från ståndarna. Ståndarna är sex stycken, vanligen i två serier. Fruktämnet har tre celler med många fröämnen.
Hela växten, speciellt löken, är giftig.

## Systematik
Släktet är närstående krokusliljesläktet (Sternbergia), det senare saknar dock bikrona.

## Grupper
Odlade narcisser delas in i 12 grupper, ofta kallade divisioner.
- Division 1: Trumpetkroniga narcisser (N. Trumpetnarciss-gruppen)
- Division 2: Storkroniga narcisser (N. Storkroniga Gruppen)
- Division 3: Småkroniga stjärnnarcisser (N. Småkroniga Gruppen)
- Division 4: Fylldblommiga narcisser (N. Fylldblommiga Gruppen)
- Division 5: Orkidénarcisser (N. Triandrus-gruppen)
- Division 6: Cyklamennarcisser (N. Cyclamineus-gruppen)
- Division 7: Trädgårdsjonkviller (N. Jonquilla-gruppen)
- Division 8: Tazettnarcisser (N. Tazett-gruppen)
- Division 9: Trädgårdspingstliljor (N. Poeticus-gruppen)
- Division 10: Bulbocodiumnarcisser (N. Bulbocodium-gruppen)
- Division 11: Flikblommiga narcisser (N. Flikkroniga Gruppen)
- Division 12: Övriga narcisser (N. Övriga-gruppen)

## Arter
- Bukettnarciss (N. ×medioluteus)
- Stjärnnarciss (N. ×incomparabilis)

Enligt Catalogue of Life finns följande 107 arter i släktet:
- Narcissus abilioi
- Narcissus abscissus
- Narcissus albicans
- Narcissus albimarginatus
- Narcissus alejandrei
- Narcissus alentejanus
- Narcissus alleniae
- Narcissus aloysii-villarii
- Narcissus andorranus
- Narcissus arundanus
- Narcissus assoanus
- Narcissus asturiensis
- Narcissus atlanticus
- Narcissus bakeri
- Narcissus boutignyanus
- Narcissus brevitubulosus
- Narcissus broussonetii
- Narcissus bulbocodium
- Narcissus buxtonii
- Narcissus calcicola
- Narcissus cantabricus
- Narcissus caramulensis
- Narcissus cardonae
- Narcissus carpetanus
- Narcissus carringtonii
- Narcissus cavanillesii
- Narcissus cazorlanus
- Narcissus cernuus
- Narcissus chevassutii
- Narcissus christianssenii
- Narcissus compressus
- Narcissus confinalensis
- Narcissus confusus
- Narcissus cuatrecasasii
- Narcissus cyclamineus - Cyklamennarciss
- Narcissus dordae
- Narcissus dubius
- Narcissus elegans
- Narcissus felineri
- Narcissus flavus
- Narcissus foliosus
- Narcissus fosteri
- Narcissus gaditanus
- Narcissus georgemawii
- Narcissus gigas
- Narcissus gredensis
- Narcissus hannibalis
- Narcissus hedraeanthus
- Narcissus hesperidis
- Narcissus hispanicus
- Narcissus incomparabilis
- Narcissus incurvicervicus
- Narcissus infundibulum
- Narcissus jacetanus
- Narcissus javieri
- Narcissus jeanmonodii
- Narcissus jonquilla - Jonkvill
- Narcissus libarensis
- Narcissus litigiosus
- Narcissus lusitanicus
- Narcissus maginae
- Narcissus magnenii
- Narcissus magni-abilii
- Narcissus martinoae
- Narcissus medioluteus
- Narcissus moleroi
- Narcissus montserratii
- Narcissus munozii-garmendiae
- Narcissus nevadensis
- Narcissus nivalis
- Narcissus nutans
- Narcissus obesus
- Narcissus obsoletus
- Narcissus odorus
- Narcissus paivae
- Narcissus papyraceus - Tazett
- Narcissus perangustus
- Narcissus perezlarae
- Narcissus piifontianus
- Narcissus poculiformis
- Narcissus poeticus - Pingstlilja
- Narcissus ponsii-sorollae
- Narcissus pravianoi
- Narcissus primigenius
- Narcissus pseudonarcissus - Påsklilja
- Narcissus pugsleyi
- Narcissus pujolii
- Narcissus rafaelii
- Narcissus rogendorfii
- Narcissus romieuxii
- Narcissus romoi
- Narcissus rupicola
- Narcissus rupidulus
- Narcissus scaberulus
- Narcissus serotinus
- Narcissus somedanus
- Narcissus supramontanus
- Narcissus susannae
- Narcissus taitii
- Narcissus tazetta
- Narcissus tenuior
- Narcissus tingitanus
- Narcissus tortifolius
- Narcissus triandrus - Änglatårar
- Narcissus tuckeri
- Narcissus viridiflorus
- Narcissus xaverii

## Bildgalleri

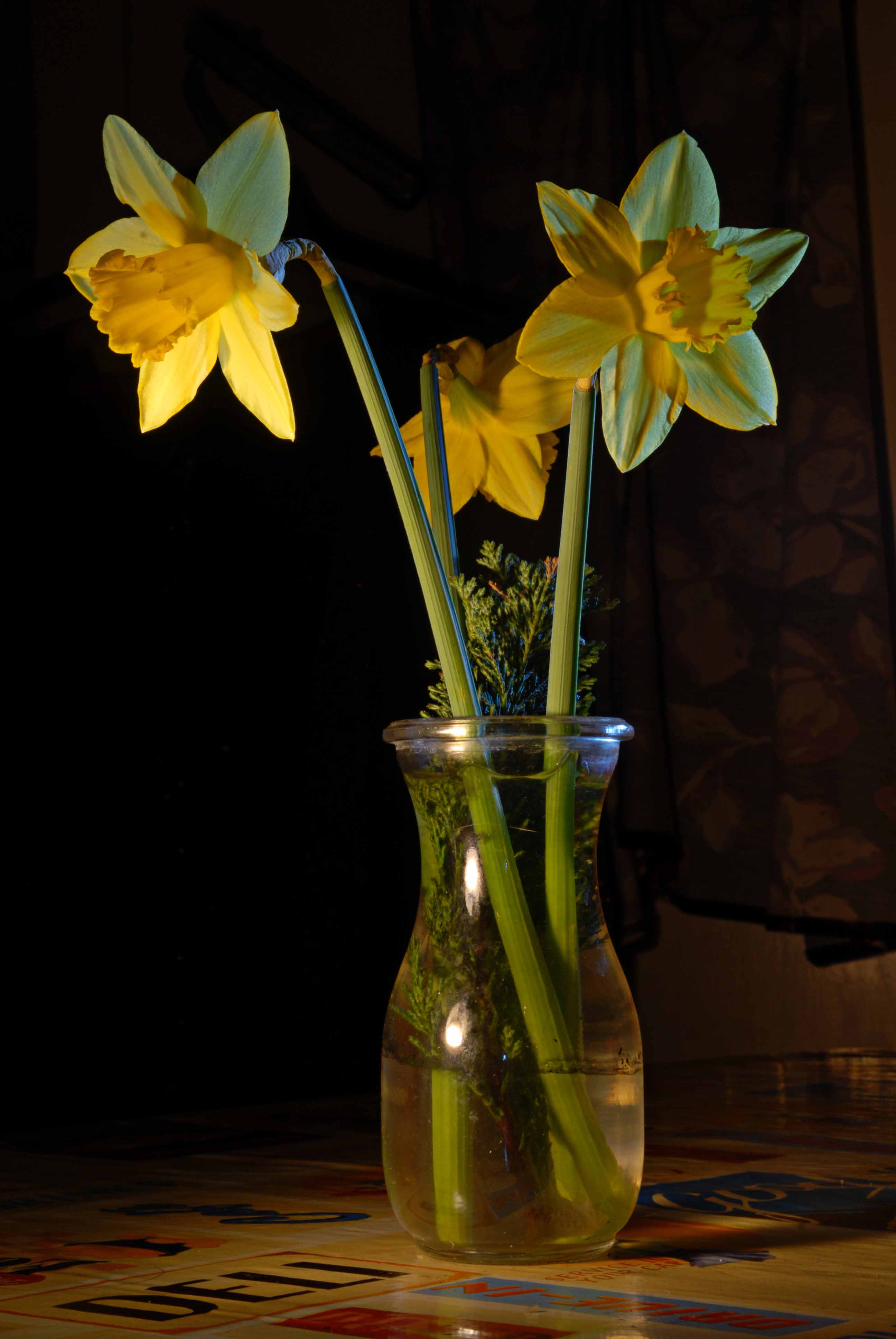
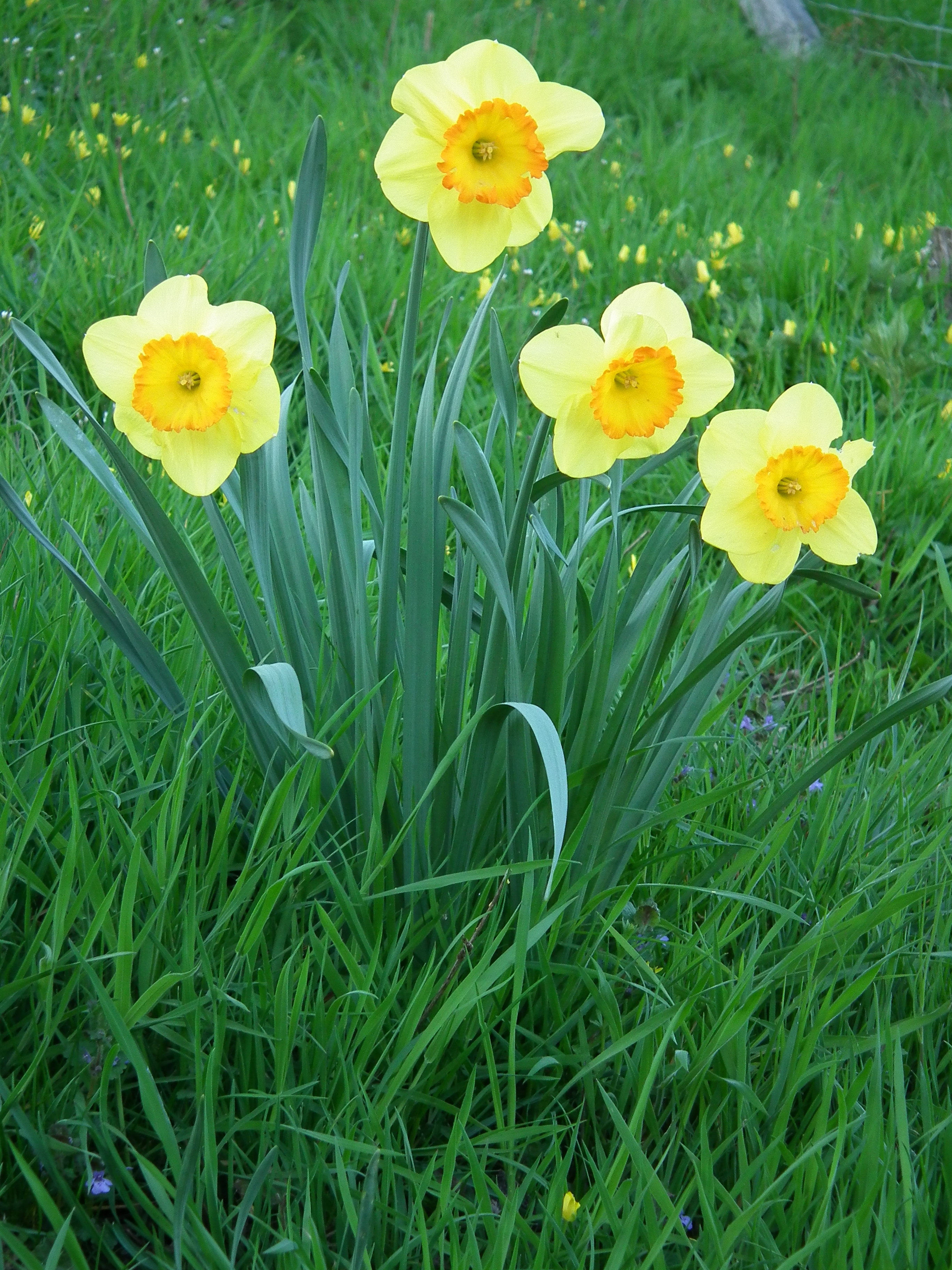
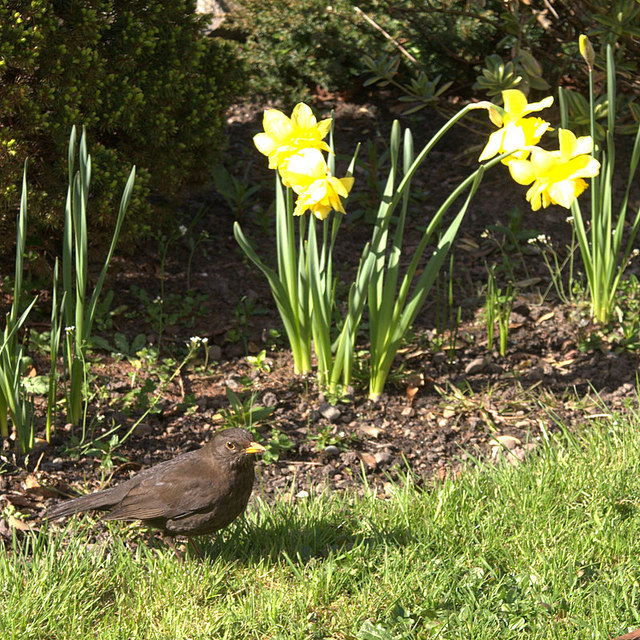
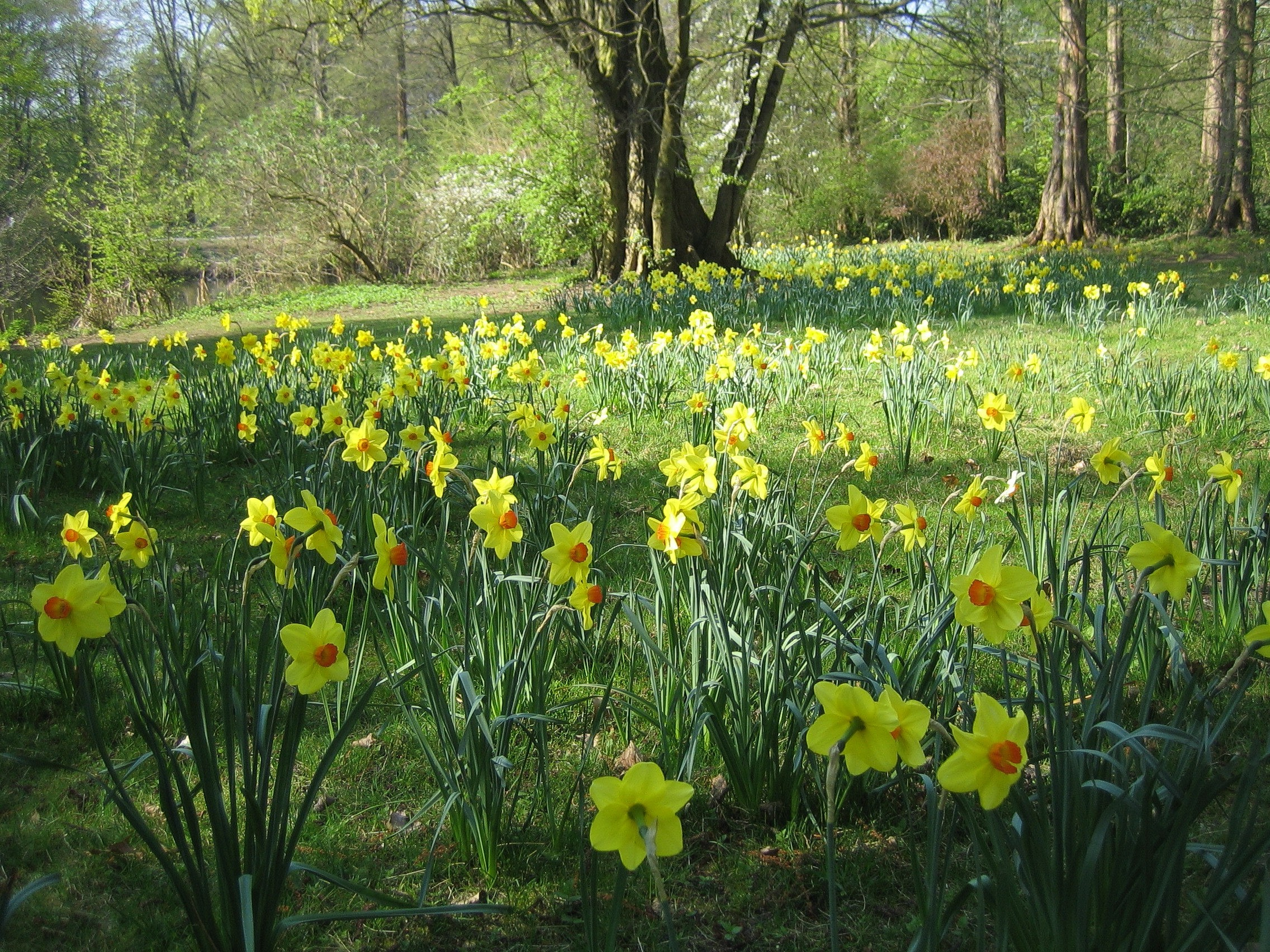